# 程世清
程世清（1918年4月—2008年4月29日），男，河南新县陈店乡程七村人，中国人民解放军开国少将。曾任中国人民解放军装甲兵干部部副部长、政治部主任、第二十六军政委、福州军区副政委兼江西省军区第一政委、江西省委书记、江西省革命委员会主任等。

## 生平
幼年家贫，只读了2年私塾。1929年参加红军光山县独立团当传令兵。吹笛、吹箫，拉二胡、拉手风琴等，亦能快板书，演活报剧。1931年10月被编入红二十五军七十三师二六七团宣传队任宣传员，1931年加入中国共产主义青年团。不久被提升为宣传队分队长。1932年夏红四方面军西征，年龄太小的和伤病员被留下，程世清也被疏散回家。1932年11月29日，鄂豫皖省委在湖北省黄安县檀树岗召开了军事会议，决定重建红二十五军。程世清闻讯后投奔，在军部给徐海东当马夫，后被安排到军政治部宣传队任宣传员、分队长，与宣传科科长刘华清成了上下级战友。1935年8月，长征途中转党。到达陕北后，任红十五军团七十八师政治部宣传队队长。
抗战时期，任八路军一一五师687团政治部宣传干事，升任344旅政治部青年股长。1939年任344旅独立团一营教导员，冀鲁豫支队二大队宣传股长、政治处副主任，新四军第三师八旅23团、24团政治处主任。1943年2月，程世清与新四军第三师彭雄、田守尧等11名团以上干部赴延安，行船到小沙东时被日军发现，日军的巡逻艇立即靠了上来登船检查。化装成船老大的程世清吧跨上船的敌人推入水中，并迅速将藏在袖子里的手榴弹投向敌船，残酷的接舷战斗中表现十分勇敢，是幸存的5名团以上干部之一。1943年11月到延安，进入中央党校学习。
抗战胜利后赴东北，接管长春到白城子沿线的扶余县，组建临时工委任书记，兼管郭前旗。后接管安广、大赉县、郭前旗，组建长白支队（嫩江军区白城子军分区第一支队），任支队长兼政委。后任在庆安的黑龙江军区第二军分区政治部主任，西满军区独立师政治部主任，第四野战军第四十四军第132师政治部主任、副政治委员、政治委员。
1955年，授予中国人民解放军少将。中共九大代表、第九届中央委员。获三级八一勋章，二级独立自由勋章，二级解放勋章。
中华人民共和国成立后，任军委装甲兵干部部副部长、部长、军委装甲兵政治部主任。1963年调任中国人民解放军第二十六军政治委员。文革中，1967年2月奉命带领第二十六军第76师和军属坦克团到江西稳定局势。1967年8月10日《中共中央关于处理江西问题的若干决定》，改组江西省军区，任命程世清为福州军区副政治委员兼江西省军区政治委员，杨栋梁为司令员，温道宏为副政委兼政治部主任，程世清还任江西省革命委员会筹备组负责人，江西省革命委员会主任，江西省革委会核心领导小组组长（即江西省委第一书记）。江西形势迅速得到稳定。1969年10月23日邓小平夫妻下放住到望城岗福州军区南昌步兵学校原校长许光友的一幢两层住宅小楼后不久，“江西省革委会主任、省军区政委程世清来看了他们。对于邓小平，程世清倒没有当面严声厉色地训斥，而是大谈“文革”后江西“飞跃的变化”及他在江西的“政绩”。”程世清去看望疏散下放居住在南昌市青云谱江西省军区干休所的陈云时说“要在江西掀起一个大跃进和工业革命，让江西这个工业基础较差的省份一年生产六七万辆汽车，还要做到每年上缴国家100亿斤粮食，全国不再进口粮食……直到“文化大革命”后的1979年，陈云讲起这件事，还感慨地说:“程世清这些人胆子大，他们说搞什么就搞什么。”1970年8月23日至9月6日，在庐山举行中共九届二中全会，江西方面负责会务有关的一些具体工作。
1971年8月30日毛泽东南巡，在专列上找程世清等人谈话，点名批评黄永胜、吴法宪、李作鹏、邱会作，暗示根子在林彪，并以党内历次路线斗争的经验教训，引导与会人员，进一步提高认识，讲清各自的问题，跟林彪划清界限。1971年9月2日再次接见了许世友、韩先楚、程世清等人。程世清此时向毛泽东揭发林彪。1972年4月27日，中发[1972]17号文件：“程世清同志就上了贼船，并且制造谣言。篡改党的历史，积极吹捧林贼，散布谣言。”程世清的省委书记的职务没有撤掉；直到1972年6月28日被隔离审查，1978年10月23日正式被逮捕，关押于秦城监狱三年余。1982年1月15日，中国人民解放军军事检察院发出（82）军检免字第7号《免予起诉决定书》：

　被告人程世清，男，现年六十四岁，河南省新县人，汉族，小学文化，一九二九年七月入伍，一九三五年三月加入中国共产党，原任江西省委第一书记、中国人民解放军福州军区副政委兼江西省军区第一政委。因与林彪反革命集团案有牵连，于一九七二年六月二十八日隔离审查，一九七八年十月二十三日逮捕，现在押。

　　被告人程世清一案，经中国人民解放军总政治部保卫部侦查终结，于一九八二年一月七日移送本院，提请免予起诉。经本院审查，确认被告人程世清犯有以下罪行：

　　一九六六年八月，被告人程世清在济南军区任二十六军政委期间，串连他人联名写材料，诬陷许光达同志“与苏修有勾搭，有联系，有里通外国之嫌疑”，“时机一成熟他就会出来将我们伟大领袖毛主席缔造的人民江山变成修正主义江山”。一九六七年八月，在中央文革一次碰头会上，康生提出对许光达有怀疑，叶群当即说：程世清给林彪写了一份检举许光达的材料，林彪很赏识。于是便决定对许光达进行专案审查，使许光达同志惨遭迫害。以上罪行，经审查核实，事实清楚，证据确凿。

　　被告人程世清，诬陷许光达同志，触犯了《中华人民共和国刑法》第一百三十八条的规定，已构成诬告陷害罪。鉴于被告人程世清犯罪情节较轻，根据《刑法》第三十二条的规定，决定免予起诉，予以释放。如果不服本决定，可以在七日内向本院申诉。

检察长 于克法　一九八二年一月十五日 

接到《决定书》以后，程世清没有提请上诉，当即被释放。1982年3月21日经中共中央、中央军委批准退休，每月发二百元生活费，政治、医疗按师级干部待遇转地方安置。1982年11月6日撤消党内外一切职务。实际上程世清夫妻一直居住在福州市，由驻榕某后勤部队代管。2008年9月6日，经主管单位同意,《江南都市报》报道了程世清病逝的消息，全文如下：

　　程世清，1918年7月出生，1929年7月参加红军，1935年3月加入中国共产党，2008年4月29日病逝于南昌，享年90岁。

## 家人
- 夫人 刘秋萍
- 外孙女 星本祐佳[7]